# Мутински рат
Мутински рат је назив за сукоб између Марка Антонија са једне, и римске војске коју су, по налогу сената, водили двојица конзула, Аул Хирције и Панса, и млади Октавијан. Сукоб је вођен у зиму/рано пролеће 43. п. н. е. у Цисалпинској Галији (данашња Ломбардија) у околини града Мутине (данашња Модена) у којој се утврдио један од цезароубица Децим Брут.
Мутинским ратом отпочео је нови период грађанских ратова после Цезаревог убиства 15. марта 44. п. н. е., који ће бити окончан тек након Октавијанове победе код Акцијума 31. п. н. е.

## Узроци
Након убиства Јулуја Цезара на Мартовске иде 44. п. н. е. у Риму је дошло је до оштре поделе између ватрених републиканаца, оличених у цезароубицама, и Цезарових следбеника. У овом другом табору непосредно након диктаторовог убиства главну улогу је имао бивши народни трибун и конзул за 43. п. н. е. Марко Антоније. Непосредно након убиства Антоније је био за компромисно решење: Цезареви акти и закони су потврђени, а његовим убицама су намењени положаји ван Италије. Један од вођа завере, човек који је Цезара измамио и довео на кобну седницу сената, био је Децим Јуније Брут Албин. По Цезаревој одлуци он је требало да 44. п. н. е. добије намесништво над провинцијом Цисалпинском Галијом, а био је и одређен за конзула за 42. годину п. н. е. Цезарев тестамент је показао да је покојник био врло дарежљив управо према онима који су га убили: Касију и Марку Јунију Бруту, двојици исто тако важних уротника, Цезар је наменио Сирију и Македонију.
У међувремену, у Рим је пристигао и једини Цезарев мушки рођак, сада усвојени син Октавијан, који је одмах око себе окупио приватну војску Цезаревих ветерана и потиснуо Антонија у други план. Између двојице баштиника Цезаревог наслеђа у лето 44. п. н. е. развија се велико ривалство, а Касије и Брут одлазе на Исток и силом заузимају своје положаје који су им претходно одузети.

## Мутински рат
Као конзул Антоније је покушавао да себи за време мандата обезбеди неку од прокозуларних провинција из које би ради остварења својих амбиција могао да, попут Суле и Цезара, поведе војску на Рим. Због тога је у сенату покушао да спроведе одузимање Македоније Марку Јунију Бруту коме је за утеху додељен Крит. У провинцији Македонији је било стационирано 6 легија и Антоније је, циљајући на добијање такве предности над противницима, раширио лажне вести да су Македонији запретили Гети са доњег Дунава. Када је откривена превара, Антоније је у Бриндизију окупио четири легије из Македоније и преко народне скупштине осигурао себи намесништво над Цисаплинском Галијом. Са једном од легија Антоније је ушао у Рим, а Октавијан окупља приватну војску од око 3000 људи и гласно оптужује Антонија да је попустљив према убицама свог добротвора.
На Октавијанов подстрек две легије, Марсова и Четврта, напуштају Антонија и прилазе Цезаровом посинку. Са друге стране, сенат тајно шаље поруке Дециму Бруту да не напушта Цисаплпину и прикупља војску и средства за будући грађански рат. Антоније је са своје стране захваљујући ветеранима и регрутима окупио четири легије а могао је рачунати на подршку цезароваца у околнима провинцијама Лепида (Нарбонска Галија и Ближа Шпанија са укупно 7 легија), Азинија Полоиона (Даља Шпанија са 2 легије) и Планка (Галија са 3 легије). Децим Брут је одбио да напусти своје место правдајући се да ће се покорити једино заједничкој одлуци сената и народне скупштине и Антоније се крајем 44. п. н. е. упутио да га свргне и преузме његово место.
У самој Италији само је Октавијан располагао војском и то са укупно пет легија (Марсова и Четврта, једна легија регрута, две легије ветерана). Његов положај био је потпуно нелегитиман, али је чак и такав био потребан сенату. У јануару 44. на дужност су ступили нови конзули, цезаровац Хирције и Панса. Цицерон је придобио сенат на своју страну и одузео му сваки правни основ да командује војском. Антоније је одбио да се повуче и одговора да ће казнити Децима Брута који се утврдио у Мутини са три легије. Положај Октавијана је легализован тако што му је дат пропреторски империјум тј овлашћење да у провинцијама може спроводити административну, судску и војну власт. И сам сенат је тиме, под изговором одбране републике, прекршио постојећу традицију и Октавијану старом 19 година, који још није вршио ни једну магистратуру, доделио висока овлашћења. Октавијан је затим са конзулом Хирцијем поделио команду над своје четири легије и кренуо у Ломбардију.
За то време, конзул Панса је у Италији сакупио пет кохорти помоћних одреда и у марту 43. кренуо у сусрет Октавијану и Хирцију. Пред Пансу су његови саборци послали Марсову легију да га безбедно доведе до зборног места. Међутим, Антоније је у мочварама у околини Мутине ухватио Пансу у заседу и захваљујући бројнијој војсци је однео победу у првом сукобу. Панса, рањен у бедро, морао се повући у Бононију (данашњу Болоњу). Његов колега Хирције чуо је за битку и у предвече са Четвртом легијом похрлио у помоћ Панси. Хирције је са свежом војском налетео на Антонијеву изморену, али победоносну војску. После краће битке коју је прекинуо мрак, остаци обе Антонијеве легије су десетковани и он се повукао у равничарско неутврђено село звано Галски Трг (Forum Gallorum).
Наредног дана Хирције и Октавијан су натерали Антонија на борбу. Његове две легије у резерви нису успеле да стигну на време и Антоније је за тренутак изгубио и сопствени логор. У борбама око Антонијевог шатора убијен је и конзул Хирције. Наредног дана, Антоније је наредио својој војсци, која је морала преноћити под оружјем, да крене преко Алпа у Нарбонску Галију. Мутина, која је била на граници опште глади, сада је ослобођена тешке опсаде. Децим Брут ипак није имао поверења у Октавијана, нарочито сада када су конзули били ван строја. Наредио је да се мостови око Мутине поруше и понудио је Октавијану преговоре које је овај одбио не желећи било какав контакт са убицом његовог оца.

## Епилог
Сенат је прославио Антонијев пораз и сматрао је да ће лако изаћи на крај са младим Октавијаном. Њему је наређено да војску препусти Дециму Бруту. У међувремену, рањени Панса је умро, Октавијан је преузео укупно осам легија, и пошто су га војници због ратних успеха извикали за императора, затражио је тријумф. Сенат је одбио овај захтев и додатно понизио Октавијана не дозволивши му да самостално подели плен војницима. За тај задатак задужена је посебна сенаторска комисија. Сенат је сада прогласио Антонија за јавног непријатеља. Антоније се у међувремену састао са Лепидом који му је пружио отворену подршку. Сада је и Лепид проглашен у Риму за јавног непријатеља. Сенат је направио и последњу грешку и дефинитивно отуђио Октавијана одбијајући да му допусти да се кандидује за конзула. Сенат је већ прекршио низ правила, али је одбио Октавијана наводно због његових година пошто се конзулат могао добити тек после низа магистратура најраније у 43. години живота. Октавијан је сада повео војску на Рим и заједно са незнатним рођаком Квинтом Педијем се наметнуо за конзула. Као конзул иницирао је помирење са Антонијем и Лепидом, аболирао их и осудио у одсуству Цезарове убице.
У Рим су стигле вести да су Брут и Касије на Истоку окупили 19 легија и припремају се за рат, тако да је помирење са истакнутим цезаровцима било неизбежно. Децим Брут више није имао поверења у снагу и лојалност сопствене војске и решио је да побегне у Македонију Марку Јунију Бруту. Када су његове легије прешле Октавијану и Антонију, Децим Брут у пратњи десетак људи и прерушен у галску одећу побеже у правцу Аквилеје. У току пута заробио га је локални галски поглавар који је тајно известио Антонија. Антоније је убрзо затражио и добио главу Децима Брута, другог у низу цезароубица (први је био извесни Требоније) који је после само годину и по од убиства Цезара кажњен за своје дело.
Мутински рат је био само прва епизода нових грађанских ратова. Сама криза из 44. п. н. е. и 43. п. н. е. показала је да сенат нема реалну тактику нити конкретну снагу којом би обновио републику. Одлучујућа улога и даље је припадала појединцима који су око своје личне харизме и богатства могли да окупе војску, сада главни фактор у борби за власт међу различитим фракцијама у држави. Мутински рат био је први изазов који је млади, и само на први поглед неискусни, Октавијан решио са задивљујућим талентом за реалну политику. Дуготрајни ривалитет између Антонија и Октавијана само ће привремено утихнути и цезаровци ће склопити Други тријумвират, који је и најзначајнија непосредна последица Мутинског рата.